# Celestinus I

Celestinus I, född okänt i Rom, död omkring 27 juli 432, var påve från 10 september 422 till sin död nästan tio år senare, 27 juli 432. Helgon, med festdag 6 april i Romersk-katolska kyrkan, 8 april i den grekiska.

## Biografi
Det enda man vet om Celestinus liv innan han blev påve, var att han var romare och att hans fars namn var Priscus. En uppgift, som inte är att betrakta som historiskt säkerställd, gör gällande att han en tid bodde i Milano med Ambrosius. Det första historiska dokumentet som nämner honom kommer från Innocentius I som 416 benämner honom "Celestinius diakonen". Innan han blev påve brevväxlande han med Augustinus, vilken han hade en förtrolig relation med.
Enligt den vedertagna uppfattningen valdes Celestinus till påve den 10 september 422 och pontifikatet varade tills han avled den 27 juli 432, i nio år, tio månader och 16 dagar, men enligt bollandisterna började pontifikatet först den 3 november. 
Flera brev från Celestinus finns bevarade, varigenom många uppgifter om hans samtid, åsikter och gärningar som påve är kända. Vid valet till påve hade han ingen opposition, men kyrkan stred mot många fraktioner: pelagianismen och semipelagianismen, donatismen, novatianismen, manikeismen. Celestinus lät fördriva dessa från Rom. Under sina sista år stred han mot nestorianismen i öst; till en början hade han varit tillfreds med att Nestorius blivit patriark av Konstantinopel, år 428, men när ryktet om dennes kristologiska uppfattning nådde Rom, fördömde Celestinus Nestorius läror vid en synod i Rom 430, vilket blev upptakten till konciliet i Efesos. 
Vidare var han en varm tillskyndare av den nedärvda kanoniska rätten, och skrev i detta syfte till flera biskopar i Europa. Celestinus var en utpräglad förkämpe för de framväxande anspråken på romerske biskopens påveställning i kyrkan, varför han invecklades i en ordväxling med biskoparna i Afrika, vilka bestred sina underlydande rättigheten att vädja till Rom, men striden avtog under pontifikatet. 
Celestinus sände Sankt Patrick till Irland och utsåg Palladius till biskop över gaelerna (på latin kallade "scoti"). I Rom lät han restaurera Santa Maria in Trastevere och Santa Sabina, vilka hade förstörts av goterna.
Hans reliker förvaras sedan 820 i Santa Prassede, men katedralen i Mantua gör också anspråk på att hysa dem.